# San Sebastián Teitipac
San Sebastián Teitipac, est une ville de l'État d'Oaxaca, au Mexique.